# Major League Soccer 2014
Die 19. Major League Soccer Saison begann am 8. März 2014 mit der Regular Season. Anschließend wurden im Herbst 2014 die Play-offs ausgetragen, welche am 7. Dezember mit dem Spiel um den MLS Cup beendet wurden. Cup-Sieger ist der Rekordmeister LA Galaxy, der sich nach Verlängerung mit 2:1 gegen New England Revolution durchsetzte.

## Teilnehmende Mannschaften
| Mannschaft             | Trainer         | Kapitän           | Trikotsponsor      |
| ---------------------- | --------------- | ----------------- | ------------------ |
| Chicago Fire           | Frank Yallop    | Jeff Larentowicz  | Quaker Oats        |
| CD Chivas USA          | Wílmer Cabrera  | Carlos Bocanegra  | keiner             |
| Colorado Rapids        | Pablo Mastroeni | Drew Moor         | Ciao Telecom       |
| Columbus Crew          | Gregg Berhalter | Michael Parkhurst | Barbasol           |
| D.C. United            | Ben Olsen       | Bobby Boswell     | Leidos             |
| FC Dallas              | Óscar Pareja    | Andrew Jacobson   | AdvoCare           |
| Houston Dynamo         | Dominic Kinnear | Brad Davis        | keiner             |
| LA Galaxy              | Bruce Arena     | Robbie Keane      | Herbalife          |
| Montreal Impact        | Frank Klopas    | Patrice Bernier   | Bank of Montreal   |
| New England Revolution | Jay Heaps       | José Gonçalves    | UnitedHealth Group |
| New York Red Bulls     | Mike Petke      | Thierry Henry     | Red Bull           |
| Philadelphia Union     | John Hackworth  | Brian Carroll     | Grupo Bimbo        |
| Portland Timbers       | Caleb Porter    | Will Johnson      | Alaska Airlines    |
| Real Salt Lake         | Jeff Cassar     | Kyle Beckerman    | LifeVantage        |
| San José Earthquakes   | Mark Watson     | Chris Wondolowski | keiner             |
| Seattle Sounders       | Sigi Schmid     | Brad Evans        | Xbox LIVE          |
| Sporting Kansas City   | Peter Vermes    | Matt Besler       | Ivy Funds          |
| Toronto FC             | Ryan Nelsen     | Steven Caldwell   | Bank of Montreal   |
| Vancouver Whitecaps    | Carl Robinson   | Jay DeMerit       | Bell Canada        |

## Saisonverlauf

### Regular Season
Die ersten Spiele der Saison fanden am 8. März 2014 statt, die letzten Spiele der regulären Saison werden im Oktober ausgetragen. Als Titelverteidiger der Meisterschaft geht Sporting Kansas City ins Rennen. Die Liga ist in zwei Konferenzen aufgeteilt. Gegen Mannschaften der gleichen Konferenz spielt jede Mannschaft zwei- bis dreimal, während gegen Mannschaften der anderen Konferenz nur einmal in der Saison gespielt wird. Das Heimrecht der Einzelspiele ohne Rückspiel und der dritten Saisonbegegnungen alterniert pro Saison.
Wie in der letzten Saison startete der FC Dallas erfolgreich und führte nach sieben Spieltagen souverän die Gesamttabelle an, rutschte dann jedoch ebenfalls wieder ab. In der Folgezeit übernahmen die Seattle Sounders die Tabellenführung und baute zwischenzeitlich (nach 15 gespielten Partien) den Vorsprung auf Platz 2 auf sieben Punkte aus. D.C. United, die in der gesamten Saison 2013 nur 16 Punkte erzielen konnten, haben in der Spielzeit 2014 nach 15 Spielen bereits 25 Punkte auf dem Konto und führen damit die Tabelle der Eastern Conference an. Ungewöhnlich war am Anfang der Saison die hohe Anzahl unentschieden endender Spiele. Von den ersten 62 ausgetragenen Spielen gingen 25 Spiele (rd. 40 %) unentschieden aus. In der gesamten Saison 2013 gab es in 323 Spielen der regulären Saison nur 82 unentschiedene Spiele (25 %).
Als erste Mannschaft konnten sich die Seattle Sounders nach 27 gespielten Spielen für die Playoffs qualifizieren. Seattle musste in den letzten beiden Spielen gegen die zuvor punktgleiche LA Galaxy antreten, konnte aus diesen Partien 4 Punkte gewinnen und gewinnt damit den MLS Supporters’ Shield.
Im torreichsten Spiel der regulären Saison gab es neun Tore. Am 10. Mai beendeten die New York Red Bulls und Chicago Fire ihre Partie mit dem Endstand von 4:5. Den höchsten Heimsieg erzielte die LA Galaxy gegen die Colorado Rapids am 5. September mit 6:0. Auswärts konnte am 16. August der FC Dallas bei den San Jose Earthquakes mit 0:5 den höchsten Sieg verbuchen.

#### Tabellen

##### Eastern Conference
| Mannschaft | Mannschaft               | Spiele | S  | U  | N  | T+ | T- | TD  | Punkte | Gesamtplatz |
| ---------- | ------------------------ | ------ | -- | -- | -- | -- | -- | --- | ------ | ----------- |
| 1          | D.C. United (OC)         | 34     | 17 | 8  | 9  | 52 | 37 | +15 | 59     | 3           |
| 2          | New England Revolution   | 34     | 17 | 4  | 13 | 51 | 46 | +5  | 55     | 5           |
| 3          | Columbus Crew            | 34     | 14 | 10 | 10 | 52 | 42 | +10 | 52     | 7           |
| 4          | New York Red Bulls (Sup) | 34     | 13 | 11 | 10 | 55 | 50 | +5  | 50     | 8           |
| 5          | Sporting Kansas City (M) | 34     | 14 | 7  | 13 | 48 | 41 | +7  | 49     | 10          |
| 6          | Philadelphia Union       | 34     | 10 | 12 | 12 | 51 | 51 | +0  | 42     | 12          |
| 7          | Toronto FC1              | 34     | 11 | 8  | 15 | 44 | 54 | −10 | 41     | 13          |
| 8          | Houston Dynamo           | 34     | 11 | 6  | 17 | 39 | 58 | −19 | 39     | 14          |
| 9          | Chicago Fire             | 34     | 6  | 18 | 10 | 41 | 51 | −10 | 36     | 15          |
| 10         | Montreal Impact1 (CC)    | 34     | 6  | 10 | 18 | 38 | 58 | −20 | 28     | 19          |

##### Western Conference
| Mannschaft | Mannschaft           | Spiele | S  | U  | N  | T+ | T- | TD  | Punkte | Gesamtplatz |
| ---------- | -------------------- | ------ | -- | -- | -- | -- | -- | --- | ------ | ----------- |
| 1          | Seattle Sounders     | 34     | 20 | 4  | 10 | 65 | 50 | +15 | 64     | 1           |
| 2          | LA Galaxy            | 34     | 17 | 10 | 7  | 69 | 37 | +32 | 61     | 2           |
| 3          | Real Salt Lake       | 34     | 15 | 11 | 8  | 54 | 39 | +15 | 56     | 4           |
| 4          | FC Dallas            | 34     | 16 | 6  | 12 | 55 | 45 | +10 | 54     | 6           |
| 5          | Vancouver Whitecaps1 | 34     | 12 | 14 | 8  | 42 | 40 | +2  | 50     | 9           |
| 6          | Portland Timbers     | 34     | 12 | 13 | 9  | 61 | 52 | +9  | 49     | 11          |
| 7          | CD Chivas USA        | 34     | 9  | 6  | 19 | 29 | 61 | −32 | 33     | 16          |
| 8          | Colorado Rapids      | 34     | 8  | 8  | 18 | 43 | 62 | −19 | 32     | 17          |
| 9          | San José Earthquakes | 34     | 6  | 12 | 16 | 35 | 50 | −15 | 30     | 18          |

|  |                       |
|  | MLS Cup Playoffs 2014 |

|  |                             |
|  | MLS Supporters' Shield 2014 |

(M) = Meister 2013, (Sup) = MLS Supporters’ Shield 2013, (CC) = kanadischer Pokalsieger 2013, (OC) = US-amerikanischer Pokalsieger 2013
1Toronto FC, Vancouver Whitecaps und Montreal Impact können sich nicht über die Major League Soccer für die CONCACAF Champions League qualifizieren, da die drei Mannschaften aus Kanada kommen und die Startplätze nach Staat vergeben werden. Wenn die Mannschaften die Saison auf einem Qualifikationsplatz für die Champions League abschließen, werden diese Startplätze automatisch an die nächstniedrigere Mannschaft vergeben. Die drei kanadischen Teams können sich für diesen Wettbewerb nur über die Canadian Championship qualifizieren.

##### Regelung bei Punktgleichheit
Sollten zwei oder mehr Mannschaften in der Tabelle punktgleich stehen, werden nacheinander folgende Vergleichsregeln angewendet, um die Platzierung der Mannschaften festzulegen. Der Vergleich ist entschieden, sobald eine der Regeln eine Rangfolge der betreffenden Mannschaften ermitteln kann. Anders als z. B. in der deutschen Bundesliga entscheidet nicht zuerst die Tordifferenz, sondern die Anzahl der gewonnenen Spiele.
Die Regeln unterscheiden sich wie schon in den letzten Jahren auch in der Saison 2014 von denen der Vorsaison, da nun jeweils die Tordifferenz das höhere Entscheidungskriterium gegenüber den geschossenen Toren ist.
1. Gesamtzahl der Siege
2. Gesamttordifferenz
3. Gesamtzahl der geschossenen Tore
4. niedrigste Anzahl der Strafpunkte in der Fairplay-Tabelle
5. Auswärtstordifferenz
6. Zahl der geschossenen Auswärtstore
7. Heimtordifferenz
8. Zahl der geschossenen Heimtore
9. Münzwurf (bei zwei Mannschaften) bzw. Losentscheid (bei mehr als zwei Mannschaften)

Sollten mehr als zwei Mannschaften punktgleich sein, wird sobald eine Mannschaft platziert ist mit den verbleibenden punktgleichen Mannschaften wieder bei Regel 1 angefangen.

#### Kreuztabelle
Die Kreuztabelle stellt die Ergebnisse aller Spiele dieser Saison dar. Die Heimmannschaft ist in der linken Spalte aufgelistet und die Gastmannschaft in der obersten und untersten Reihe. Aufgrund des unbalancierten Spielplans finden manche Spiele zweimal in der Saison statt, während andere theoretisch mögliche Begegnungen nicht ausgetragen werden.
| 2014                   | Chicago Fire | Chivas USA | Colorado Rapids |         | D.C. United |         | Houston Dynamo | LA Galaxy | Montreal Impact | New England Revolution |         | Philadelphia Union |         | Real Salt Lake | San José Earthquakes | Seattle Sounders | Sporting Kansas City | Toronto FC | Vancouver Whitecaps |
| Chicago Fire           |              |            |                 | 1:1     | 3:3         | 1:0     | 2:1            | 1:1       | 0:0             | 1:1                    | 1:1 1:0 | 2:2 1:1            |         | 2:3            |                      | 2:3              | 2:1                  | 1:1        | 0:0                 |
| CD Chivas USA          | 3:2          |            | 2:1             |         |             | 0:1     | 1:4            | 0:3       | 1:0             |                        |         | 0:3                | 0:2     | 1:0            | 1:0                  | 1:2 2:4          | 0:4                  |            | 1:1 0:0             |
| Colorado Rapids        | 0:0          | 1:3 3:0    |                 | 1:1     |             | 0:1     | 3:0            | 1:0 3:4   | 4:1             |                        |         |                    | 2:0 2:2 | 0:1            | 0:0 1:1              | 1:4              | 2:3                  |            | 2:0                 |
| Columbus Crew          | 2:0          | 3:0        |                 |         | 1:1         | 0:0     | 3:0            | 4:1       | 2:1 2:0         | 1:0                    | 1:1     | 2:1                |         | 1:1            |                      |                  | 1:2                  | 0:2 2:3    | 0:1                 |
| D.C. United            | 2:2 2:1      | 3:1        | 4:2             | 0:3 0:0 |             | 4:1     | 2:0            |           | 1:1             | 2:0                    | 1:0 2:0 | 1:0                |         |                |                      | 0:1              | 1:0 0:0              | 3:0        |                     |
| FC Dallas              |              | 3:1 1:1    | 3:2 3:1         |         |             |         |                | 2:1       | 3:2             | 2:0                    | 0:1     | 2:1                | 2:1 0:2 | 2:1            | 1:2                  | 2:3 3:1          |                      | 2:1        | 2:1                 |
| Houston Dynamo         | 2:0          |            |                 | 1:0 2:2 | 1:0 1:3     | 1:4     |                | 1:0       | 1:0 3:2         | 4:0 1:2                | 2:2     | 2:0                | 1:1     | 2:5            |                      |                  | 0:2                  | 2:2        |                     |
| LA Galaxy              |              | 1:1        | 6:0             |         | 4:1         | 2:1     |                |           |                 | 5:1                    | 4:0     | 4:1                | 2:2 3:1 | 0:1 1:0        | 2:2                  | 2:2              |                      | 3:0        | 1:0 2:0             |
| Montreal Impact        | 1:1 1:0      |            |                 | 2:0     | 2:4 1:1     |         | 3:0            | 2:2       |                 | 2:0 2:2                | 2:2     | 1:0                | 2:3     |                | 2:0                  | 0:2              | 0:3 1:2              | 0:2        |                     |
| New England Revolution | 0:1 2:1      | 1:0        | 3:0             | 1:2 2:1 | 2:1         |         | 2:0            |           | 2:1             |                        | 0:2     | 1:3                | 1:1     |                |                      | 5:0              | 2:0 3:1              | 1:0        | 0:0                 |
| New York Red Bulls     | 4:5          | 1:1        | 1:1             | 4:1 1:3 | 1:0         |         | 4:0 1:0        |           | 4:2             | 2:1                    |         | 2:1                | 1:2     |                | 1:1                  | 4:1              | 2:1                  | 2:2 3:1    |                     |
| Philadelphia Union     | 1:1          |            | 3:3             | 2:3     | 0:1         |         | 0:0            |           | 1:1 2:1         | 1:0 3:5                | 3:1 2:2 |                    |         | 2:2            | 4:2                  |                  | 2:1                  | 1:0        | 3:3                 |
| Portland Timbers       | 1:1          | 1:1 2:0    | 2:1             | 3:3     | 3:2         | 2:2     |                | 1:1       |                 |                        |         | 1:1                |         | 0:0            | 3:3 3:0              | 4:4 2:4          | 0:1                  |            | 3:4 3:0             |
| Real Salt Lake         |              | 2:0        | 2:1 5:1         |         | 3:0         | 0:0 2:1 |                | 1:1       | 3:1             | 2:1                    | 1:1     |                    | 1:0 1:3 |                | 2:0                  | 2:1              |                      | 3:0        | 2:2 1:1             |
| San José Earthquakes   | 5:1          | 1:0 0:1    | 0:0             | 1:1     | 1:2         | 2:1 0:5 | 3:0            | 0:1 1:1   |                 | 1:2                    |         |                    | 1:2     | 3:3 1:1        |                      | 1:0              |                      |            | 0:0                 |
| Seattle Sounders       |              | 4:2        | 4:1 1:0         | 1:2     |             | 2:1     | 2:0            | 0:3 2:0   |                 |                        |         | 2:1                | 2:0     | 4:0 3:2        | 1:0 1:1              |                  | 1:0                  | 1:2        | 0:1                 |
| Sporting Kansas City   | 1:1 2:0      |            |                 | 2:0     | 0:3         | 1:1     | 1:3            | 2:1       | 4:0             | 2:3                    | 1:1 0:2 | 1:2 1:1            |         | 0:0            | 1:0                  |                  |                      | 2:2 4:1    |                     |
| Toronto FC             | 2:2          | 3:0        | 0:1             | 3:2     | 1:0 1:2     |         | 4:2 0:1        |           | 1:1             | 1:2 0:3                | 2:0     | 0:2                | 3:2     |                | 1:0                  |                  | 1:2                  |            | 1:1                 |
| Vancouver Whitecaps    |              | 1:3        | 1:2 1:0         |         | 0:0         | 2:2 2:0 | 2:1            | 2:2       | 0:0             |                        | 4:1     |                    | 0:3     | 2:1            | 3:2 2:0              | 2:2 1:0          | 2:0                  |            |                     |
| 2014                   | Chicago Fire | Chivas USA | Colorado Rapids |         | D.C. United |         | Houston Dynamo | LA Galaxy | Montreal Impact | New England Revolution |         | Philadelphia Union |         | Real Salt Lake | San José Earthquakes | Seattle Sounders | Sporting Kansas City | Toronto FC | Vancouver Whitecaps |

#### Torschützen
Die folgende Liste enthält die Rangliste der Torschützen der regulären Saison im Rennen um den Goldenen Schuh bis Platz 20. Bei gleich vielen geschossenen Toren entscheidet die Anzahl der Torvorbereitungen, danach die geringere Anzahl der gespielten Minuten über die Platzierung.
| Platz | Spieler                 | Mannschaft             | Tore geschossen | Tore vorbereitet | Minuten gespielt |
| ----- | ----------------------- | ---------------------- | --------------- | ---------------- | ---------------- |
| 1     | Bradley Wright-Phillips | New York Red Bulls     | 27              | 2                | 2573             |
| 2     | Dom Dwyer               | Sporting Kansas City   | 22              | 1                | 2724             |
| 3     | Robbie Keane            | LA Galaxy              | 19              | 14               | 2549             |
| 4     | Lee Nguyen              | New England Revolution | 18              | 5                | 2750             |
| 5     | Obafemi Martins         | Seattle Sounders       | 17              | 13               | 2600             |
| 6     | Gyasi Zardes            | LA Galaxy              | 16              | 2                | 2392             |
| 7     | Clint Dempsey           | Seattle Sounders       | 15              | 10               | 2132             |
| 8     | Erick Torres            | CD Chivas USA          | 15              | 1                | 2510             |
| 9     | Chris Wondolowski       | San José Earthquakes   | 14              | 4                | 2340             |
| 10    | Joao Plata              | Real Salt Lake         | 13              | 6                | 1985             |
| 11    | Sebastien Le Toux       | Philadelphia Union     | 12              | 7                | 2050             |
| 12    | Diego Valeri            | Portland Timbers       | 11              | 14               | 2763             |
| 13    | Fabian Espindola        | D.C. United            | 11              | 9                | 2124             |
| 14    | Ethan Finlay            | Columbus Crew          | 11              | 7                | 1898             |
| 15    | Federico Higuaín        | Columbus Crew          | 11              | 7                | 2488             |
| 16    | Blas Pérez              | FC Dallas              | 11              | 6                | 2061             |
| 17    | Giles Barnes            | Houston Dynamo         | 11              | 5                | 3028             |
| 18    | Luis Silva              | D.C. United            | 11              | 4                | 1523             |
| 19    | Jermain Defoe           | Toronto FC             | 11              | 2                | 1529             |
| 20    | Landon Donovan          | LA Galaxy              | 10              | 19               | 2720             |

### Playoffs
Die Playoffs werden nach Ablauf der 34 Spieltage der Regular Season in mehreren Runden mit teils unterschiedlichem Modus ausgespielt. Bis auf das Finale erfolgen alle Spiele innerhalb der jeweiligen Conference.

#### Knockout Round
Die Knockout Round betrifft nur die Mannschaften auf den Conference-Plätzen 4 und 5. Die Mannschaft auf Platz 4 spielt dabei ein Heimspiel gegen die Mannschaft der gleichen Conference auf Platz 5. Ein Rückspiel gibt es nicht, sondern das Spiel wird bei einem Unentschieden nach der regulären Spielzeit durch Verlängerung und gegebenenfalls Elfmeterschießen entschieden. Der Gewinner dieses Spiels erreicht die nächste Runde. Die Mannschaften auf den Plätzen 1 bis 3 in der jeweiligen Conference überspringen diese erste Runde und ziehen direkt ins Conference-Halbfinale ein.
Die beiden Spiele werden am 29. (Western Conference) und 30. Oktober (Eastern Conference) ausgetragen.

#### Conference-Halbfinals und -Finals
Die Conference-Halbfinals werden mit Hin- und Rückspiel ausgetragen, wobei die Summe der erzielten Tore zählt. Dabei kommt erstmals die aus europäischen Wettbewerben bekannte Auswärtstorregel zur Anwendung. Sie wird aber (im Gegensatz zur europäischen Regelung) nur am Ende der regulären Spielzeit angewendet, das heißt, nach Ende der Verlängerung gibt es in jedem Fall Elfmeterschießen, wenn die Summe der Tore beider Mannschaften aus den beiden Spielen gleich ist, unabhängig davon, wie viele der Tore auswärts erzielt wurden.
Der Conference-Tabellenführer spielt dabei gegen den Sieger der ersten Playoff-Runde und der Zweite der Conference-Tabelle gegen den Dritten. Das Hinspiel findet im Stadion der in der Conference-Tabelle niedriger platzierten Mannschaft statt, das Rückspiel im Stadion der anderen Mannschaft. Die nach beiden Spielen feststehenden Gewinner erreichen die Conference-Finals, die im selben Modus mit Hin- und Rückspiel ausgetragen werden.
Von der neuen Auswärtstorregel profitierten die Seattle Sounders im Conference-Halbfinale, dem nach 1:1 im auswärts ausgetragenen Hinspiel daheim ein 0:0 für das Weiterkommen reichte. Im Halbfinalrückspiel der LA Galaxy gegen Real Salt Lake (5:0) gelangen Landon Donovan, der nach der Saison seine Karriere beendete, drei Tore. Columbus Crew erhielt im Rückspiel des Halbfinals bei New England Revolution eine gelbe, eine gelb-rote und eine rote Karte und musste somit zwei Platzverweise hinnehmen. Dies waren die einzigen Karten, die in diesem Spiel gezeigt wurden. In den Conference-Finals setzten sich New England Revolution und die LA Galaxy durch, die damit nach 2002 und 2005 das dritte Mal gegeneinander um den MLS Cup spielten.

#### MLS-Cup-Finale
Das MLS-Cup-Finale wurde zwischen den beiden Siegern der Conference-Finals, New England Revolution und LA Galaxy, im Stadion der in der Gesamttabelle höherplatzierten Mannschaft und ohne Rückspiel gespielt. Los Angeles gewann das Heimspiel nach Verlängerung mit 2:1.

#### Resultate
|    | Knockout Round         | Knockout Round         | Knockout Round         |   |    | Conference Halbfinale | Conference Halbfinale | Conference Halbfinale | Conference Halbfinale | Conference Halbfinale |   |   | Conference Finale | Conference Finale | Conference Finale | Conference Finale | Conference Finale |  |  | MLS Cup 2014 | MLS Cup 2014 | MLS Cup 2014 |
|    |                        |                        |                        |   |    |                       |                       |                       |                       |                       |   |   |                   |                   |                   |                   |                   |  |  |              |              |              |
|    | E4                     | New York Red Bulls     | 2                      |   |    |                       |                       |                       |                       |                       |   |   |                   |                   |                   |                   |                   |  |  |              |              |              |
|    | E5                     | Sporting Kansas City   | 1                      |   |    | E4                    | New York Red Bulls    | 2                     | 1                     | 3                     |   |   |                   |                   |                   |                   |                   |  |  |              |              |              |
|    |                        |                        |                        |   |    | E1                    | D.C. United           | 0                     | 2                     | 2                     |   |   |                   |                   |                   |                   |                   |  |  |              |              |              |
|    |                        |                        |                        |   |    |                       |                       | E4                    | New York Red Bulls    | 1                     | 2 | 3 |                   |                   |                   |                   |                   |  |  |              |              |              |
|    |                        | E2                     | New England Revolution | 2 | 2  | 4                     |                       |                       |                       |                       |   |   |                   |                   |                   |                   |                   |  |  |              |              |              |
| E3 | Columbus Crew          | 2                      | 1                      | 3 |    |                       |                       |                       |                       |                       |   |   |                   |                   |                   |                   |                   |  |  |              |              |              |
| E2 | New England Revolution | 4                      | 3                      | 7 |    |                       |                       |                       |                       |                       |   |   |                   |                   |                   |                   |                   |  |  |              |              |              |
|    |                        |                        |                        |   | W2 | LA Galaxy             | 2                     |                       |                       |                       |   |   |                   |                   |                   |                   |                   |  |  |              |              |              |
|    | E2                     | New England Revolution | 1                      |   |    |                       |                       |                       |                       |                       |   |   |                   |                   |                   |                   |                   |  |  |              |              |              |
| W3 | Real Salt Lake         | 0                      | 0                      | 0 |    |                       |                       |                       |                       |                       |   |   |                   |                   |                   |                   |                   |  |  |              |              |              |
| W2 | LA Galaxy              | 0                      | 5                      | 5 |    |                       |                       |                       |                       |                       |   |   |                   |                   |                   |                   |                   |  |  |              |              |              |
|    |                        |                        |                        |   |    |                       | W2                    | LA GalaxyA            | 1                     | 1                     | 2 |   |                   |                   |                   |                   |                   |  |  |              |              |              |
|    |                        | W1                     | Seattle Sounders       | 0 | 2  | 2                     |                       |                       |                       |                       |   |   |                   |                   |                   |                   |                   |  |  |              |              |              |
|    | W4                     | FC Dallas              | 1                      | 0 | 1  |                       |                       |                       |                       |                       |   |   |                   |                   |                   |                   |                   |  |  |              |              |              |
|    | W4                     | FC Dallas              | 2                      |   |    | W1                    | Seattle SoundersA     | 1                     | 0                     | 1                     |   |   |                   |                   |                   |                   |                   |  |  |              |              |              |
|    | W5                     | Vancouver Whitecaps    | 1                      |   |    |                       |                       |                       |                       |                       |   |   |                   |                   |                   |                   |                   |  |  |              |              |              |

A… Die Mannschaft qualifiziert sich aufgrund des mehr geschossenen Auswärtstors.

## Nationale Pokalwettbewerbe
Die 16 US-amerikanischen Mannschaften der MLS nehmen am Lamar Hunt U.S. Open Cup teil, während die drei kanadischen MLS-Teams die Canadian Championship bestreiten. Die beiden Turniere sind die Pokalrunden der USA bzw. Kanadas, die im K.o.-System ausgespielt werden. Die Sieger qualifizieren sich für die CONCACAF Champions League. Da der kanadische Wettbewerb bereits im Juni beendet wurde, kann der kanadische Pokalsieger (Montreal Impact) noch in der im gleichen Jahr startenden Champions-League-Saison antreten, während der US-amerikanische Pokalsieger erst im Jahr darauf antritt, da die Champions-League-Saison vor dem US-Open-Cup-Finale anfängt.

## Internationale Wettbewerbe
Anders als die MLS-Saison wird die Champions League in einer Saison ausgespielt, die im Juni beginnt und im Mai des folgenden Jahres endet. Die US-Mannschaften der MLS-Saison 2014 können sich daher für die Champions-League-Saison 2015/16 qualifizieren, während die kanadische Mannschaft, die sich über die im Frühjahr stattfindende Canadian Championship 2014 qualifiziert, bereits in der Champions-League-Saison 2014/15 antritt.
Neben den Pokalsiegern der beiden Länder qualifizieren sich die Sieger der Eastern und Western Conference sowie der Sieger des MLS Cups ebenfalls für die Champions-League-Saison 2015/16, sofern sie aus den USA kommen. Sollte eine der kanadischen Mannschaften die Eastern oder Western Conference oder den MLS-Cup gewinnen, oder der MLS-Cup Gewinner ist auch Sieger einer der Conferencen, rückt die nächste punktbeste US-Mannschaft der Regular Season auf den Champions-League-Startplatz nach. Dem kanadischen Verband steht grundsätzlich nur ein Startplatz in der Champions League zur Verfügung, der mit dem Gewinner der Canadian Championship des jeweiligen Jahres besetzt wird.